# Регіони Сінгапуру

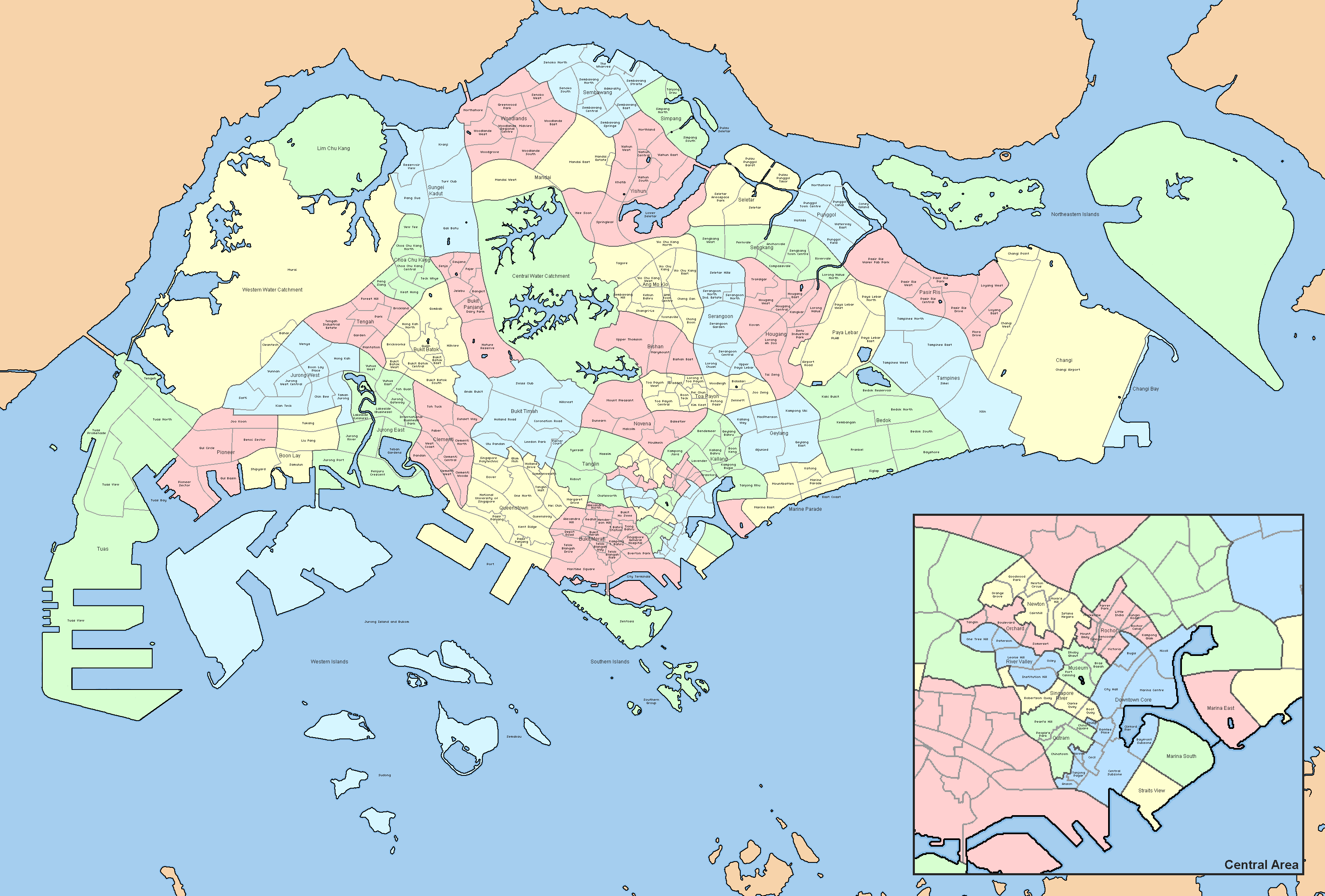
Регіони сінгапуру

Регіони Сінгапуру — це підрозділи міського планування, визначені Управлінням міської реконструкції (URA) Сінгапуру. Найбільшим за площею регіоном є Західний 201,3 км2 (77,7 миля2), тоді як Центральний регіон є найбільш густонаселеним із приблизною чисельністю 922 980 жителів у 2019 році.
Хоча поділ на регіони використовується деякими урядовими організаціями, регіони не є адміністративними підрозділами.
Задля адміністративних цілей Сінгапур поділений на п'ять округів, які далі поділені на підрозділи, керовані радами та очолювані мерами. Ці підрозділи несумісні з регіональними підрозділами. Регіони фіксуються з часом, тоді як округи коливаються з виборчим перерозподілом.
Для поділу Сінгапуру за житловою ознакою, Рада з питань житла та розвитку започаткувала стратегію "нових міст", згідно з якою Сінгапур налічує 24 міста та 3 земельних володіння.

## Список регіонів
Чисельність населення станом на 30 червня 2020 року. Вони включають громадян і постійних жителів, але не включають приблизно 1,6 мільйона непостійних жителів Сінгапуру.
| Регіон                  | Обласний центр               | Найбільша зона за площею | Найбільша зона за чисельністю населення | Площа (км²) | Населення | Щільність населення (/км²) |
| ----------------------- | ---------------------------- | ------------------------ | --------------------------------------- | ----------- | --------- | -------------------------- |
| Центральний регіон      | Центральний район (де-факто) | Квінстаун                | Букіт Мерах                             | 132.7       | 922 580   | 6,952                      |
| Східний регіон          | Тампінес                     | Чангі                    | Бедок                                   | 93.1        | 685 890   | 7,367                      |
| Північний регіон        | Вудлендс                     | Центральний водозбір     | Вудлендс                                | 134.5       | 582,330   | 4330                       |
| Північно-Східний регіон | Селетар                      | Північно-Східні острови  | Sengkang                                | 103.9       | 930,910   | 8960                       |
| Західний регіон         | Джуронг Іст                  | Західний водозбір        | Джуронг Вест                            | 201.3       | 922 540   | 4,583                      |
| Всього                  |                              |                          |                                         | 665,5       | 4 044 250 | 6,077                      |